# Pseudoleskea leikipiae
Pseudoleskea leikipiae är en bladmossart som beskrevs av Jean Édouard Gabriel Narcisse Paris 1898. Pseudoleskea leikipiae ingår i släktet Pseudoleskea och familjen Leskeaceae. Inga underarter finns listade i Catalogue of Life.